# أمرشام بي أل سي
أمرشام بي أل سي (بالإنجليزية: Amersham plc)‏ كانت شركة صناعة دوائية بريطانية مختصة بالتشخيص الطبي ومنتجات علوم الحياة. كانت مدرجة في سوق لندن للأوراق المالية وفي فترة ما كانت جزءا من فوتسي 100 لكن اشترتها جنرال إلكتريك لتكون جزءا من جنرال إلكتريك للرعاية الصحية.

## التاريخ
يعود تأسيس الشركة إلى مركز وطني تأسس عام 1946 وكان معدا لتطوير وتصنيع المواد النشطة إشعاعيا والمعدة للإستعمالات السلمية في الطب والصناعة والبحوث العلمية. تأسست الشركة من هيئة الطاقة الذرية في المملكة المتحدة (UKAEA) لكنها فصلت في عام 1971 إلى مركز الكيمياويات المشعة المحدودة (بالإنجليزية: The Radiochemical Centre Ltd)‏. خصخصت الشركة عام 1982 تحت اسم أمرشام العالمية بي أل سي (بالإنجليزية: Amersham International plc)‏. وقد كانت أول شركة تخصخص في فترة تبوأ مارغريت ثاتشر لمنصب رئيس وزراء المملكة المتحدة.
في بدايات عقد 1990، نقلت أعمال فحص تشخيصي إلى مشروع مشترك مع إيستمان كوداك سمي امرلايت دياغنوستكس المحدودة (بالإنجليزية: Amerlite Diagnostics Ltd)‏، والذي استحوذت عليه كوداك لاحقا بالكامل وسمي كوداك كلينيكال دياغنوستكس المحدودة (بالإنجليزية: Kodak Clinical Diagnostics Ltd)‏. باعت كوداك هذا المشروع إلى جونسون آند جونسون ليحمل اسم جونسون آند جونسون كلينيكال دياغنوستكس المحدودة (بالإنجليزية: Johnson & Johnson Clinical Diagnostics Ltd)‏. ما زالت جونسون آند جونسون تمتلك هذا المشروع لكن تحت اسم أورثو كلينيكال دياغنوستكس (بالإنجليزية: Ortho Clinical Diagnostics)‏.
في عام 1997، قامت فارماسيا السويدية (فارماسيا وأبجون لاحقا) بالاندماج من أمرشام وتسمى أمرشام فارماسيا بايوتك (بالإنجليزية: Amersham Pharmacia Biotech)‏. تم الاستغناء عن اسم فارماسيا عندما باعت فارماسيا وأبجون حصتها في الشركة إلى أمرشام بي أل سي وتسمى أمرشام بايوساينس (بالإنجليزية: Amersham Biosciences)‏ في عام 2001.
في عام 1997، اندمجت الشركة مع نيكومد النرويجية لتكوين نيكومد أمرشام بي أل سي (بالإنجليزية: Nycomed Amersham plc)‏. في عام 1999، باعت الشركة الفرع الصيدلاني التابع لها إلى نروديك كابيتال وليعاد تسمية الشركة إلى أمرشام بي أل سي.
وفي عام 2004، استحوذت جنرال إلكتريك على أمرشام بي أل سي لتكون جزءا من جنرال إلكتريك للرعاية الصحية.